# Pronephrium samarense
Pronephrium samarense är en kärrbräkenväxtart som först beskrevs av Edwin Bingham Copeland, och fick sitt nu gällande namn av Holtt. Pronephrium samarense ingår i släktet Pronephrium och familjen Thelypteridaceae. Inga underarter finns listade.